# 塞萨尔·卢埃纳
塞萨尔·卢埃纳·洛佩斯（西班牙語：César Luena López，1980年10月29日—）是西班牙拉里奥哈自治区出身的政治人物，西班牙工人社会党党员。

## 经历
1980年10月29日出生于博瓦迪利亚，毕业于拉里奥哈大学人文学科。
他曾在2012年至2017年担任西班牙工人社会党拉里奥哈自治区委员会总书记。2014年被桑切斯任命为党组织书记，2016年被何塞·路易斯·阿瓦洛斯接替。
他在2019年欧洲议会选举中当选为议员。